# Pueblo extremeño
Los extremeños son los habitantes de la comunidad autónoma de Extremadura, en España. Además de su identidad española, presentan una cultura regional con características propias. Aunque su idioma principal es el castellano, existen variedades lingüísticas propias como el extremeño y la fala. Tienen relación histórica con los demás españoles, sobre todo con los de lengua asturleonesa, como los leoneses, los cántabros y los asturianos, y con demás poblaciones cercanas, como los manchegos, andaluces y portugueses. 

## Señas de identidad

### Idiomas

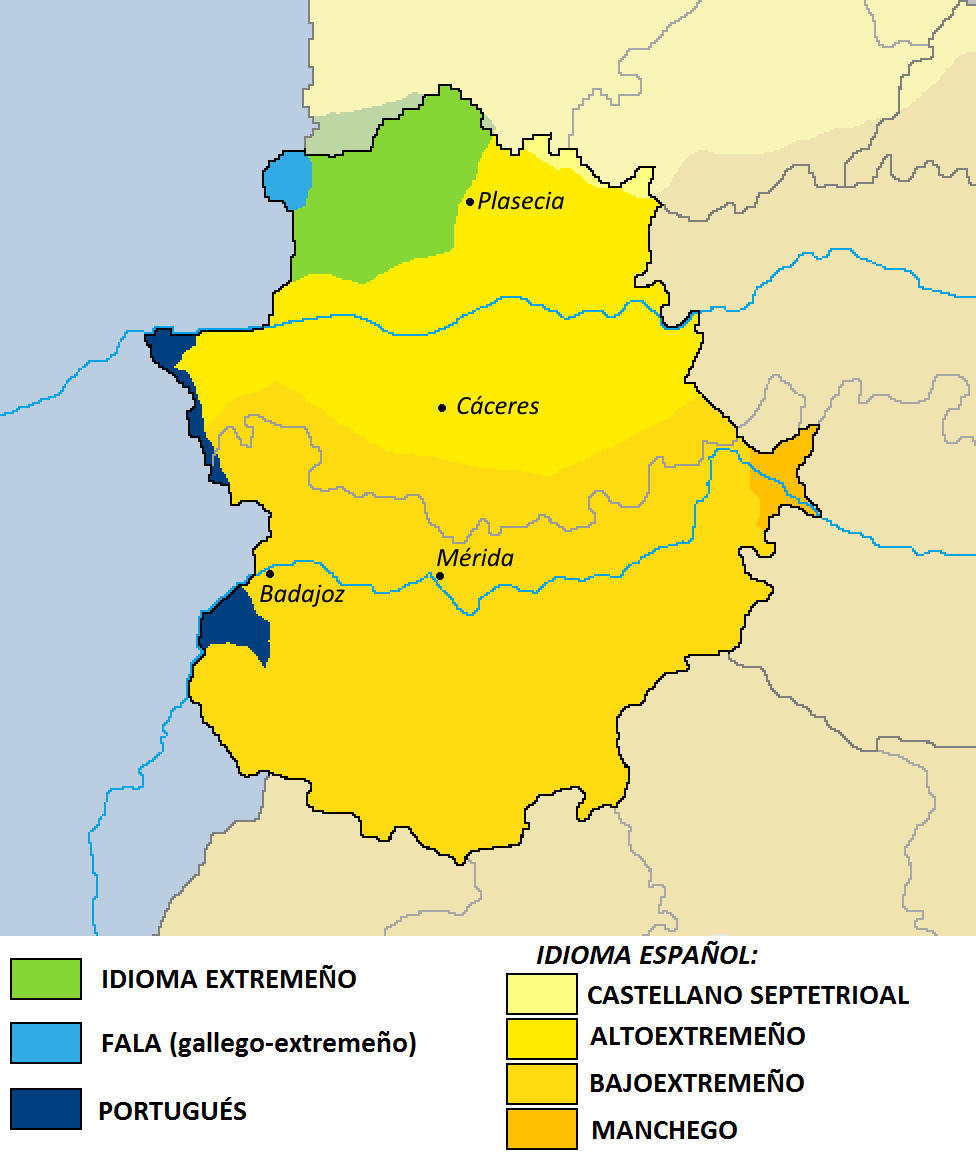
Idiomas de Extremadura

La lengua principal y oficial de Extremadura es el castellano, predominante en toda la región. Otras lenguas son el extremeño, hablado en el norte de Cáceres, y la fala, hablada en el Valle de Jálama. Muchos dialectos de estas lenguas no oficiales se encuentran en peligro de extinción o ya extintas, como es el caso del extremeño chinato.
El extremeño es una variedad lingüística vernácula hablada principalmente en el norte de Cáceres, que tiene continuidad dialectal con el asturleones y el castellano. La fala, en cambio, es una lengua minoritaria en el Valle de Jálama, con características propias que la distinguen del castellano. Ambas lenguas se consideran en peligro de extinción.

### Bandera
La bandera de Extremadura está formada por tres franjas horizontales iguales, en orden de superior a inferior representando los colores verde, blanco y negro.

## Religión
Casi un 74% de los residentes en Extremadura no practican ninguna religión, y solo el 26% de los extremeños practican activamente una religión, siendo el 25% de estos católicos. También es la población con el índice más alto de población religiosa.

## Genética y demografía
Diversos estudios genéticos han mostrado que los extremeños presentan una alta homogeneidad con el conjunto de la península ibérica, aunque también son el pueblo español que genéticamente más se aleja del resto de España.
Una encuesta realizada por EM-Electomanía indica que casi el 30% de los extremeños se sienten más extremeños que españoles.

## Música de Extremadura
La música tradicional extremeña es un reflejo de la historia y la cultura de la región. Los instrumentos típicos de Extremadura juegan un papel fundamental en la identidad musical de la comunidad, acompañando tanto fiestas populares como danzas tradicionales.
Esta música folclórica incluye estilos como la jota y la copla popular, interpretadas con instrumentos como la gaita extremeña, el tamboril o la zambomba. Estos elementos están presentes en festividades y rituales religiosos locales.

## Gastronomía de Extremadura

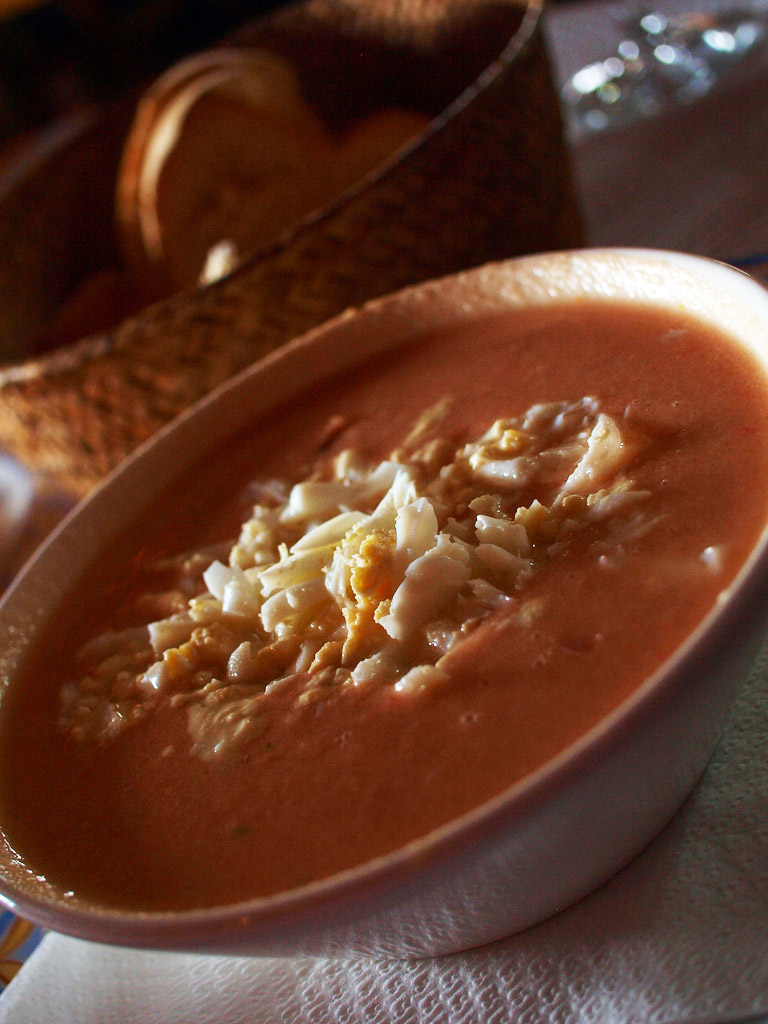
Gazpacho extremeño, plato típico y local de Extremadura.

La gastronomía de Extremadura es el conjunto de platos y tradiciones culinarias de la región de Extremadura. Algunos autores la han denominado como seria, grave y austera, de platos pastoriles y camperos. Algunos platos tradicionales son las migas, la caldereta de cordero o el gazpacho extremeño.

## Extremeños conocidos
Algunos de los extremeños más conocidos son:
- Hernán Cortés
- Pedro de Valdivia
- Los Chunguitos
- Azúcar Moreno
- Carolina Yuste
- Isabel Gemio
- José Manuel Calderón
- Fernando Morientes
- Agustín Jiménez
- Javier Cercas